# Luca Menke
Luca-Falk Menke (* 18. Juni 2000 in Lüneburg) ist ein deutscher Fußballspieler.

## Karriere
Nach seinen Anfängen in der Jugend des MTV Treubund Lüneburg wechselte er im Sommer 2017 in die Jugendabteilung des 1. FC Magdeburg. Für seinen Verein bestritt er 22 Spiele in der A-Junioren-Bundesliga, bei denen ihm zwei Tore gelangen. Im Sommer 2019 wechselte er zum VfB Germania Halberstadt in die Regionalliga Nordost. Nach einer Spielzeit und 21 Ligaspielen wechselte er in die Regionalliga West zu Sportfreunde Lotte. Im Sommer 2021 wechselte er nach 36 Ligaspielen zur SV Elversberg in die Regionalliga Südwest.
Am Ende der Spielzeit 2021/22 gelang ihm mit seiner Mannschaft der Aufstieg in die 3. Liga. Seinen ersten Profieinsatz hatte er am 9. August 2022, dem 3. Spieltag, als er beim 3:2-Auswärtssieg gegen den VfB Oldenburg in der 90. Spielminute für Carlo Sickinger eingewechselt wurde. Am Ende der Saison 2022/2023 stieg er zwar mit dem Verein in die 2. Bundesliga auf, doch sein Vertrag wurde nicht mehr verlängert. Anschließend war Menke bis zum 5. Januar 2024 vereinslos, ehe ihn der FC St. Pauli II aus der Regionalliga Nord verpflichtete.
Im Sommer 2024 wechselte er zum VfB Lübeck.

## Erfolge
- Meister der 3. Liga und Aufstieg in die 2. Bundesliga: 2023
- Meister der Regionalliga Südwest und Aufstieg in die 3. Liga: 2022

- SHFV-Pokal-Sieger: 2025

- Saarlandpokalsieger: 2022, 2023